# Hypanthidium melanopterum
Hypanthidium melanopterum är en biart som beskrevs av Cockerell 1917. Hypanthidium melanopterum ingår i släktet Hypanthidium och familjen buksamlarbin. Inga underarter finns listade i Catalogue of Life.